# Stade du 28 Mars
Le stade du 28 mars (en arabe : ملعب 28 مارس) est un stade multi-sport situé à Benghazi, en Libye.
Inauguré en 1967 et d'une capacité de 40 000 places, ce stade est nommé en commémoration de la date d'évacuation de la basse militaire britannique de Libye survenue le 28 mars 1970.
Ce stade est occupé par trois clubs libyens (Al Tahaddy Benghazi, Al Nasr Benghazi et Al Ahly Benghazi), ainsi que par la sélection libyenne.
Il fut l'un des deux stades ayant accueilli les matchs de la Coupe d'Afrique des nations de football 1982 (7 matchs sur les 16). Il est fermé de 2009 à 2011 pour des travaux en préparation de l'organisation de la Libye de la CAN 2013 mais déprogrammée par la suite.